# ماتسوئو کیشی
ماتسوئو کیشی (انگلیسی: Matsuo Kishi; ۱۸ سپتامبر ۱۹۰۶ – ۱۷ اوت ۱۹۸۵) روزنامه‌نگار، منتقد سینما، فیلم‌نامه‌نویس، کارگردان فیلم، و تهیه‌کننده فیلم اهل ژاپن بود.